# Gornje Ložine
Gornje Ložine – wieś w Słowenii, w gminie Kočevje. W 2018 roku liczyła 130 mieszkańców.